# Dale Begg-Smith
Dale Begg-Smith OAM (* 18. Januar 1985 in Vancouver, Kanada) ist ein ehemaliger australischer Freestyle-Skier, der auf die Buckelpisten-Disziplinen (Moguls) spezialisiert war. Mit je einem Olympiasieg, Weltmeistertitel und Gesamtweltcupsieg gehört der kanadisch-australische Doppelbürger zu den weltweit besten Athleten. Nicht nur als Sportler ist er erfolgreich, sondern auch als Internet-Unternehmer. Sein vier Jahre älterer Bruder Jason Begg-Smith fuhr in den gleichen Disziplinen ebenfalls für Australien.

## Biografie
Begg-Smith gehörte den kanadischen Freestyle-Juniorenkadern an und debütierte in der Saison 2000/01 im Freestyle-Skiing-Weltcup. Am 28. Januar 2001 holte er als 18. des Weltcups in Sunday River erstmals Weltcuppunkte. Als der Trainerstab sich beschwerte, er würde zu viel Zeit für seine erst kürzlich gegründeten Unternehmen aufwenden und das Training vernachlässigen, verließ er im Alter von 16 Jahren den kanadischen Verband und zog zusammen mit seinem Bruder nach Australien. Die Wahl fiel auf dieses Land, weil der dortige Skiverband kleiner und somit flexibler war. Die Brüder nahmen eine zweijährige Sperre hin, um ab der Saison 2003/04 nach Erlangung der australischen Staatsbürgerschaft wieder im Weltcup starten zu können.
Am 20. Dezember 2003 stieß Begg-Smith in einem Weltcupwettbewerb erstmals unter die besten zehn vor, in der Weltcupsaison 2004/05 folgten drei Podestplätze. Bei der Weltmeisterschaft 2005 in Ruka gewann er die Bronzemedaille. Am 18. Dezember 2005 siegte er in Oberstdorf zum ersten Mal in einem Weltcupwettbewerb. In der Saison 2005/06 folgten drei weitere Siege, womit er die Weltcup-Disziplinenwertung für sich entschied. Seinen bisher größten Erfolg konnte er bei den Olympischen Winterspielen 2006, als er seiner Favoritenrolle gerecht wurde und die Goldmedaille gewann. Am 21. Februar 2006, nur sechs Tage nach dem Olympiasieg, gab die australische Post eine Briefmarke zu Ehren seiner Leistung heraus.
In der Saison 2006/07 setzte Begg-Smith seine Siegesserie fort. Er gewann fünf von zehn ausgetragenen Weltcupwettbewerben und entschied damit nicht nur überlegen die Moguls-Disziplinenwertung für sich, sondern auch den Gesamtweltcup und die einmalige Dual-Moguls-Disziplinenwertung. Auch bei der Weltmeisterschaft 2007 in Madonna di Campiglio gehörte zu den Besten; er wurde Erster in der Disziplin Dual Moguls und Zweiter in der Disziplin Moguls. In der Saison 2007/08 folgten drei weitere Weltcupsiege und zum dritten Mal in Folge der Gewinn der Moguls-Disziplinenwertung.
Begg-Smiths bestes Ergebnis im Winter 2008/09 war lediglich ein fünfter Platz. Außerdem musste er die Saison verletzungsbedingt vorzeitig beenden. In der Saison 2009/10 gelang ihm ein erfolgreiches Comeback. Er gewann drei Weltcupwettbewerbe und entschied die Disziplinenwertung zum vierten Mal für sich. Vor den Olympischen Winterspielen 2010 gehörte er zu den meistgenannten Favoriten auf den Sieg, allerdings musste er sich in Cypress Mountain bei Vancouver dem Kanadier Alexandre Bilodeau geschlagen geben und sich mit der Silbermedaille begnügen.
Nach mehr als drei Jahren Abwesenheit im Weltcup startete Begg-Smith bei den Olympischen Winterspielen 2014 in Sotschi. Dabei kam er über Platz 15 in der Qualifikation nicht hinaus und erklärte anschließend seinen Rücktritt.
Für seine Verdienste um den Sport als Goldmedaillengewinner bei den Olympischen Winterspielen wurde der 2017 mit der Medaille des Order of Australia ausgezeichnet.

## Kontroverse
Begg-Smith wurde verschiedentlich mit der Verbreitung von Software in Verbindung gebracht, die von Anwendern als unerwünscht betrachtet wird. So berichteten mehrere Zeitungen, zahlreiche digitale Spuren würden darauf hindeuten, dass seine Unternehmen AdsCPM und CPM Media Malware, Spyware, Adware und Spam verbreitet hätten. Sein Manager von IMG bezeichnete Berichte dieser Art über seinen Klienten als „übertrieben“. Allerdings wurden nach dem Olympiasieg 2006 die Domainregistrierungen der Webseiten seiner Unternehmen geändert und Hinweise auf ihn entfernt. Darüber hinaus wurden vereinzelte Webseiten, die vor dem olympischen Medienrummel noch aufgeschaltet waren, gelöscht. Begg-Smith beantwortete in den Medien keine Fragen zu seinen Unternehmen. Er bezeichnete Berichte über sein millionenschweres Vermögen als Gerüchte und gab an, seine geschäftlichen Tätigkeiten zugunsten des Sports zurückgestellt zu haben.

## Erfolge

### Olympische Spiele
- 2006 Turin: 1. Moguls
- 2010 Vancouver: 2. Moguls
- Sotschi 2014: 25. Moguls

### Weltmeisterschaften
- Ruka 2005: 3. Moguls, 5. Dual Moguls
- Madonna di Campiglio 2007: 1. Dual Moguls, 2. Moguls

### Weltcupwertungen
- Saison 2004/05: 7. Gesamtweltcup, 2. Moguls-Weltcup
- Saison 2005/06: 2. Gesamtweltcup, 1. Moguls-Weltcup
- Saison 2006/07: 1. Gesamtweltcup, 1. Moguls-Weltcup, 1. Dual-Moguls-Weltcup
- Saison 2007/08: 3. Gesamtweltcup, 1. Moguls-Weltcup
- Saison 2009/10: 3. Gesamtweltcup, 1. Moguls-Weltcup

### Weltcupsiege
Begg-Smith errang 29 Podestplätze, davon 18 Siege:
| Datum             | Ort                  | Land        | Disziplin   |
| ----------------- | -------------------- | ----------- | ----------- |
| 18. Dezember 2005 | Oberstdorf           | Deutschland | Moguls      |
| 20. Januar 2006   | Lake Placid          | USA         | Moguls      |
| 22. Januar 2006   | Lake Placid          | USA         | Moguls      |
| 28. Januar 2006   | Madonna di Campiglio | Italien     | Moguls      |
| 1. März 2006      | Jisan                | Südkorea    | Moguls      |
| 18. März 2006     | Apex                 | Kanada      | Moguls      |
| 6. Januar 2007    | Mount Gabriel        | Kanada      | Moguls      |
| 6. Februar 2007   | La Plagne            | Frankreich  | Dual Moguls |
| 18. Februar 2007  | Inawashiro           | Japan       | Dual Moguls |
| 24. Februar 2007  | Apex                 | Kanada      | Moguls      |
| 2. März 2007      | Voss                 | Norwegen    | Moguls      |
| 3. März 2007      | Voss                 | Norwegen    | Moguls      |
| 20. Januar 2008   | Lake Placid          | USA         | Moguls      |
| 15. Februar 2008  | Inawashiro           | Japan       | Moguls      |
| 7. März 2008      | Åre                  | Schweden    | Moguls      |
| 8. Januar 2010    | Calgary              | Kanada      | Moguls      |
| 9. Januar 2010    | Calgary              | Kanada      | Moguls      |
| 14. Januar 2010   | Deer Valley          | USA         | Moguls      |